# Cao Jie
Cao Jie (chiń. 曹節; ur. 197, zm. 260) – znana również jako cesarzowa Xianmu. Żona cesarza Chin Xiana

## Pochodzenie i małżeństwo z cesarzem
Cao Jie była córką dowódcy wojskowego Cao Cao, który na rok przed jej narodzinami przejął władzę nad Chinami i cesarzem Xianem oraz rozpoczął odbijanie terytorium kraju spod obcej dominacji. W 213 roku został mianowany najpierw księciem a potem królem Wei i oddał wszystkie swoje córki do cesarskiego pałacu, gdzie zostały konkubinami cesarza Xiana. Najstarsza Cao Xian, średnia Cao Je i ich najmłodsza siostra Cao Hua szybko awansowały w hierarchii cesarskich małżonek.

## Cesarzowa i księżna
W 214 roku pierwsza żona cesarza, cesarzowa Fu Shou została oskarżona o stworzenie spisku przeciwko Cao Cao, który podejrzewając ją od czternastu lat odebrał jej wszystkie tytuły i skazał na śmierć, ustanawiając w jej miejsce Cao Jie.
Niezbyt wiele wiadomo o życiu Cao Jie jako cesarzowej, ale jest jasne, że jej mąż był całkowicie pozbawiony jakiejkolwiek władzy odkąd jej ojciec przejął rządy. W 220 roku jej ojciec zmarł, a jej brat Cao Pi został nowym królem Wei. Pod koniec tego roku zmusił cesarza Xiana do abdykacji, kończąc w ten sposób panowanie dynastii Han. Podobno miał on wysłać do swojej siostry posłańców z rozkazem zrzeczenia się tytułów i insygniów władzy, Cao Jie miała odmówić kilka razy i ulec dopiero pod groźbą pozbawienia życia. Były cesarz otrzymał tytuł księcia Shangyang a jego żona została księżną. Cesarz zmarł w 234 roku, a Cao Jie w dwadzieścia sześć lat później i została pochowana obok niego z wszystkimi honorami należnymi cesarzowej według tradycji dynastii Han.